# Hijikawa (Ehime)
El Pueblo de Hijikawa (肱川町 Hijikawa-chō?) fue un pueblo del Distrito de Kita en la Región de Nanyo (南予地方 Nanyo-chihō?) de la Prefectura de Ehime.

## Características
Limitaba con las ciudades de Oozu y Seiyo, el Pueblo de Uchiko del Distrito de Kita, y la Villa de Kawabe del Distrito de Kita (en la actualidad es parte de la Ciudad de Oozu.
Se encuentra en la zona centro-sur de la Prefectura de Ehime, se ubicaba al sur de la Ciudad de Oozu (del cual hoy en día forma parte) y corresponde a la cuenca centro-superior del Río Hiji (肱川 Hiji-kawa?). Las pocas zonas llanas se extienden a ambos márgenes de este río y sus afluentes, entre los cuales se destaca el Río Kawabe (河辺川 Kawabe-gawa?), y los núcleos poblacionales se concentran en ellas.
Fue una villa de montaña rodeada por zonas montañosas, por lo que el acceso a ella no era del todo fácil, además sufrió constantemente cambios en sus límites, experimentó fusiones y escisiones, por lo que fue un caso muy particular dentro de la Prefectura de Ehime.

## Historia
- 1877: Se crean las villas de Ootani (大谷村 Ootani-mura?), Uwagawa (宇和川村 Uwagawa-mura?), Yamatosaka (山鳥坂村 Yamatosaka-mura?) y Okuna (奥南村 Okuna-mura?).
- 1909: el 1° de abril se fusionan las villas de Yamatosaka y Okuna, formando la Villa de Kawabe.
- 1943: el 1° de abril se fusionan las villas de Ootani, Uwagawa, Kawabe y una parte de la Villa de Ukena (浮穴村 Ukena-mura?) del Distrito de Kamiukena, formando la Villa de Hijikawa (肱川村 Hijikawa-mura?).
- 1948: el 1° de abril la Villa de Ookawa (大川村 Ookawa-mura?) absorbe una parte de la Villa de Hijikawa.
- 1951: el 1° de enero se escinde de Villa de Kawabe.
- 1955: el 11 de febrero la Villa de Hijikawa absorbe partes de las villas de Kaibuki (貝吹村 Kaibuki-mura?) y Yokobayashi (横林村 Yokobayashi-mura?), ambas del ya extinto Distrito de Higashiuwa.
- 1959: el 3 de noviembre la Villa de Hijikawa pasa a ser el Pueblo de Hijikawa.
- 2005: el 11 de enero es absorbida junto al Pueblo de Nagahama y la Villa de Kawabe por la Ciudad de Oozu.